# Ân Thi (thị trấn)
Ân Thi là thị trấn huyện lỵ của huyện Ân Thi, tỉnh Hưng Yên, Việt Nam.

## Địa lý
Thị trấn Ân Thi nằm ở vị trí trung tâm của huyện Ân Thi, có vị trí địa lý:
- Phía bắc giáp các xã Xuân Trúc, Vân Du và Quang Vinh
- Phía đông giáp các xã Hoàng Hoa Thám và Nguyễn Trãi
- Phía nam giáp các xã Nguyễn Trãi, Cẩm Ninh và Đặng Lễ
- Phía tây giáp xã Quảng Lãng.

Thị trấn Ân Thi có diện tích 7,68 km², dân số năm 2020 là 9.564 người, mật độ dân số đạt 1.245 người/km².

## Lịch sử
Ngày 23 tháng 3 năm 1996, Chính phủ ban hành Nghị định 17-CP về việc thị trấn Ân Thi trên cơ sở:
- Toàn bộ diện tích và dân số của xã Thổ Hoàng
- Điều chỉnh 4,43 ha diện tích tự nhiên với 250 nhân khẩu của xã Đặng Lễ
- Điều chỉnh 4,76 ha diện tích tự nhiên với 520 nhân khẩu của xã Hoàng Hoa Thám
- Điều chỉnh 4,45 ha diện tích tự nhiên với 230 nhân của xã Quảng Lãng.

Thị trấn Ân Thi có diện tích 737,04 ha và dân số 7.955 nhân khẩu.

## Giao thông
Thị trấn Ân Thi có quốc lộ 38 chạy qua.
Trên địa bàn thị trấn, dọc theo các con đường chính là các phố: Nguyễn Trung Ngạn, Phạm Huy Thông, Phạm Ngũ Lão, Bùi Thi Cúc.